# Tarascosaurus
Tarascosaurus (лат.) —  вымерший род динозавров-теропод из семейства абелизаврид, окаменелые остатки которого были найдены в отложениях позднего мелового периода во Франции.

## История изучения
После того, как в 1988 году было установлено, что верхняя челюсть, найденная недалеко от Пурсьё, принадлежит члену семейства Abelisauridae, французский палеонтолог Эрик Баффето (Éric Buffetaut) проанализировал известные останки других крупных теропод, найденных в позднем меловом периоде в Европе, придя к выводу, что все они были родственны абелизавридам. Большинство этих окаменелостей, ранее названных «Megalosaurus pannoniensis», «Megalosaurus hungaricus» и «Megalosaurus lonzeensis», Баффето считал nomina dubia из-за недостатка известных материалов. Однако, когда в коллекции Лионского университета он обнаружил несколько костей теропод, когда-то найденных неизвестным коллекционером на уступе в месте под названием Lambeau du Beausset в «синклинали Ле-Босе» (synclinal du Beausset), Буффето и Жан Ле Луфф (Jean Le Loeuff) в 1991 году назвали и описали их как новый род Tarascosaurus (типовой вид — Tarascosaurus salluvicus). 
Родовое название происходит от имени легендарного чудовища Тараска из  окситанского и испанского фольклора. Видовое название относится к галльскому племени лигуров, жившему в античности в окрестностях Марселя.
Голотип PSL 330201 был найден в отложениях, относящихся к кампанскому ярусу. Он состоит из верхней части бедренной кости длиной 22 сантиметра. Второй образец, PSL 330202, состоящий из двух спинных позвонков, был признан паратипом; эти кости могут принадлежать одному и тому же животному. Также был упомянут PSL 330203 — неполный хвостовой позвонок. Бедренная кость, длина которой в целом состоянии оценивается в 35 сантиметров, указывает на длину тела животного около 2,5–3 м. 
Tarascosaurus был отнесён к семейству абелизаврид в 1991 году. Тогда он считался единственным известным абелизавридом из Северного полушария, за исключением Betasuchus из маастрихтского яруса в Нидерландах. Однако в 2003 году Ronan Allain и Xabier Pereda-Suberbiola пришли к выводу, что у Betasuchus отсутствуют какие-либо уникальные черты абелизаврид и что его следует считать nomen dubium. В 2003 году Oliver Rauhut пришёл к выводу, что Tarascosaurus сам по себе также является nomen dubium, поскольку материал не является диагностическим. В 2014 году Tortosa и его коллеги отнесли Tarascosaurus к отдельному виду абелизаврид, отличающемуся от родственных таксонов, таких как Genusaurus и Arcovenator , на основании морфологии бедренной кости и онтогенетических особенностей. Филогенетический анализ, проведённый в 2020-х годах, также подтверждает, что это абелизаврид.